# 刘崇 (安众侯)
刘崇（前1世纪—7年），正确名字为刘宠，后来古籍传写时出现笔误导致其名字被记载为刘崇。南阳安众人。西汉宗室，安众侯。是长沙定王劉發之子安众康侯刘丹的六世孫。
居摄元年（6年）四月，王莽由安汉公称摄皇帝。刘崇与安众侯国相张绍商量：“安汉公王莽专断朝政，必然危害刘氏，天下人反对他，竟没有人敢首先起事，这是皇族的耻辱。我率领同族的人倡首，全国必定响应。”于是率宗族举兵反王莽，跟从的一百多人。于是进攻宛城（今河南省南阳市），没有攻进去就失败，被王莽派兵诛死。刘崇的远房伯叔刘嘉前往朝廷自首，王莽赦免了他们，没有加罪。其後代繁衍形成了士族南陽劉氏，劉寵為南陽劉氏之祖。